# Neuvième circonscription des Yvelines
La neuvième circonscription des Yvelines est l'une des douze circonscriptions législatives françaises que compte le département des Yvelines situé en région Île-de-France.

## Description géographique et démographique
La neuvième circonscription des Yvelines est délimitée par le découpage électoral de la loi n°86-1197 du 24 novembre 1986
, elle regroupe les divisions administratives suivantes : 
- canton d'Aubergenville,
- canton de Bonnières-sur-Seine,
- canton de Guerville,
- canton de Houdan,

plus les communes des Mureaux et Chapet.
C'est essentiellement une circonscription rurale, mise à part les communes d ' Aubergenville et des Mureaux.
D'après Mediapart, la circonscription a été « façonnée sur mesure » par Jacques Chirac pour l'un de ses fidèles, Henri Cuq, notamment en laissant de coté Mantes-la-Jolie.
D'après le recensement général de la population en 1999, réalisé par l'Institut national de la statistique et des études économiques (INSEE), la population totale de cette circonscription est estimée à 129 303 habitants. Ce qui fait que la circonscription était sous-représentée par rapport à la moyenne nationale (voir la carte de représentativité des circonscriptions législatives françaises), la représentativité théorique par circonscription étant de 105 600 habitants. Sa population active était de 61 372 personnes . En 2008, la population était de 135 628 habitants . Depuis le nouveau découpage électoral, la circonscription est ainsi la plus peuplée du département.

## Députés de la9ecirconscriptiondes Yvelines au cours de laVeRépublique
| Législature | Début de mandat   | Fin de mandat     | Député            | Parti politique | Observations |
| ----------- | ----------------- | ----------------- | ----------------- | --------------- | --- |
| VIIIe       | 2 avril 1986      | 14 mai 1988       | Aucun             | Aucun           | Proportionnelle par département, pas de député par circonscription. Mandat écourté à la suite d'une dissolution parlementaire décidée par François Mitterrand.                                                                            |
| IXe         | 23 juin 1988      | 1er avril 1993    | Henri Cuq         | RPR             | |
| Xe          | 2 avril 1993      | 21 avril 1997     | Henri Cuq         | UPF-RPR         | Mandat écourté à la suite d'une dissolution parlementaire décidée par Jacques Chirac. |
| XIe         | 12 juin 1997      | 18 juin 2002      | Henri Cuq         | RPR             | |
| XIIe        | 19 juin 2002      | 19 juin 2007      | Henri Cuq         | UMP             | |
| XIIIe       | 20 juin 2007      | 11 juillet 2010   | Henri Cuq         | UMP             | Il meurt le 11 juin 2010. Elle succède le 11 juillet 2010 à Henri Cuq dont elle était la suppléante. Puis elle quitte son mandat le 25 septembre 2011 après son élection au Sénat. Le siège reste vacant jusqu'à la fin de la législature |
| XIIIe       | 11 juillet 2010   | 25 septembre 2011 | Sophie Primas     | UMP             | Il meurt le 11 juin 2010. Elle succède le 11 juillet 2010 à Henri Cuq dont elle était la suppléante. Puis elle quitte son mandat le 25 septembre 2011 après son élection au Sénat. Le siège reste vacant jusqu'à la fin de la législature |
| XIIIe       | 25 septembre 2011 | 19 juin 2012      | Vacant            |                 | Il meurt le 11 juin 2010. Elle succède le 11 juillet 2010 à Henri Cuq dont elle était la suppléante. Puis elle quitte son mandat le 25 septembre 2011 après son élection au Sénat. Le siège reste vacant jusqu'à la fin de la législature |
| XIVe        | 20 juin 2012      | 20 juin 2017      | Jean-Marie Tétart | LR              | |
| XVe         | 21 juin 2017      | 21 juin 2022      | Bruno Millienne   | MoDem           | |
| XVIe        | 22 juin 2022      | 9 juin 2024       | Bruno Millienne   | MoDem           | Mandat écourté à la suite d'une dissolution parlementaire décidée par Emmanuel Macron. |
| XVIIe       | 8 juillet 2024    | En cours          | Dieynaba Diop     | PS              | |

## Résultats détaillés des élections

### Élections de 1988
| Candidat       | Candidat            | Parti                      | Premier tour | Premier tour | Second tour | Second tour |  |
| Candidat       | Candidat            | Parti                      | Voix         | %            | Voix        | %           |  |
| -------------- | ------------------- | -------------------------- | ------------ | ------------ | ----------- | ----------- |  |
|                | Henri Cuq élu       | RPR (URC)                  | 16 327       | 37,32        | 24 937      | 51,81       |  |
|                | Jean Cottave        | PS                         | 13 968       | 31,93        | 23 198      | 48,19       |  |
|                | Michel Bayvet       | FN                         | 6 801        | 15,55        |             |             |  |
|                | Joseph Tréhel       | PCF                        | 4 338        | 9,92         |             |             |  |
|                | Gabriel de Bryas    | Divers gauche (Maj. prés.) | 949          | 2,17         |             |             |  |
|                | Jean-Michel Taicher | Divers droite              | 839          | 1,92         |             |             |  |
|                | Philippe Jamet      | POE                        | 528          | 1,21         |             |             |  |
|                |                     |                            |              |              |             |             |  |
| Inscrits       | Inscrits            | Inscrits                   | 69 860       | 100,00       | 69 836      | 100,00      |  |
| Abstentions    | Abstentions         | Abstentions                | 25 071       | 35,89        | 20 451      | 29,28       |  |
| Votants        | Votants             | Votants                    | 44 789       | 64,11        | 49 385      | 70,72       |  |
| Blancs et nuls | Blancs et nuls      | Blancs et nuls             | 1 039        | 2,32         | 1 250       | 2,53        |  |
| Exprimés       | Exprimés            | Exprimés                   | 43 750       | 97,68        | 48 135      | 97,47       |  |

Le suppléant de Henri Cuq était Jean-Marie Tétart, Président du Syndicat d'aménagement rural du canton de Houdan.

### Élections de 1993
| Candidat       | Candidat                | Parti          | Premier tour | Premier tour | Second tour | Second tour |  |
| Candidat       | Candidat                | Parti          | Voix         | %            | Voix        | %           |  |
| -------------- | ----------------------- | -------------- | ------------ | ------------ | ----------- | ----------- |  |
|                | Henri Cuq sortant réélu | RPR (UPF)      | 21 598       | 43,18        | 27 884      | 67,81       |  |
|                | Michel Bayvet           | FN             | 9 840        | 19,67        | 13 239      | 32,19       |  |
|                | Jean-Alain Rousseau     | PS (ADFP)      | 6 473        | 12,94        |             |             |  |
|                | Élisabeth Boyer         | GÉ (EÉ)        | 4 239        | 8,47         |             |             |  |
|                | Joseph Tréhel           | PCF            | 3 078        | 6,15         |             |             |  |
|                | Patrick Marguerite      | LT-LNÉ         | 1 952        | 3,9          |             |             |  |
|                | Jacky Guidez            | RDRP           | 930          | 1,86         |             |             |  |
|                | Alain Luguet            | LO             | 916          | 1,83         |             |             |  |
|                | Jean Delarue            | PT             | 711          | 1,42         |             |             |  |
|                | Joël Huillery           | Extrême droite | 285          | 0,57         |             |             |  |
|                | Michel Leclerc          | Divers droite  | 0            | 0            |             |             |  |
|                |                         |                |              |              |             |             |  |
| Inscrits       | Inscrits                | Inscrits       | 74 271       | 100,00       | 74 258      | 100,00      |  |
| Abstentions    | Abstentions             | Abstentions    | 21 910       | 29,5         | 25 134      | 33,85       |  |
| Votants        | Votants                 | Votants        | 52 361       | 70,5         | 49 124      | 66,15       |  |
| Blancs et nuls | Blancs et nuls          | Blancs et nuls | 2 339        | 4,47         | 8 001       | 16,29       |  |
| Exprimés       | Exprimés                | Exprimés       | 50 022       | 95,53        | 41 123      | 83,71       |  |

Le suppléant de Henri Cuq était Yannick Dumont, médecin, conseiller municipal des Mureaux.

### Élections de 1997
| Candidat       | Candidat                | Parti          | Premier tour | Premier tour | Second tour | Second tour |  |
| Candidat       | Candidat                | Parti          | Voix         | %            | Voix        | %           |  |
| -------------- | ----------------------- | -------------- | ------------ | ------------ | ----------- | ----------- |  |
|                | Henri Cuq sortant réélu | RPR            | 16 609       | 32,97        | 25 320      | 46,39       |  |
|                | Michel Bayvet           | FN             | 11 893       | 23,61        | 9 982       | 18,29       |  |
|                | Jean Rousseau           | PS             | 9 870        | 19,59        | 19 273      | 35,31       |  |
|                | Joseph Tréhel           | PCF            | 3 621        | 7,19         |             |             |  |
|                | Jean-Pierre Delhaye     | GÉ             | 2 028        | 4,03         |             |             |  |
|                | Albert Bischerour       | Divers         | 1 526        | 3,03         |             |             |  |
|                | Alain Luguet            | LO             | 1 479        | 2,94         |             |             |  |
|                | Anne Le Marcis          | LDI (MPF)      | 1 283        | 2,55         |             |             |  |
|                | Bernadette de Mesnay    | US4J           | 668          | 1,33         |             |             |  |
|                | Jean Delarue            | PT             | 481          | 0,95         |             |             |  |
|                | Romuald Lévesque        | MDC            | 406          | 0,81         |             |             |  |
|                | Michel Cordon           | Divers gauche  | 313          | 0,62         |             |             |  |
|                | Régis Bouhours          | Extrême droite | 206          | 0,62         |             |             |  |
|                |                         |                |              |              |             |             |  |
| Inscrits       | Inscrits                | Inscrits       | 74 598       | 100,00       | 74 598      | 100,00      |  |
| Abstentions    | Abstentions             | Abstentions    | 22 248       | 29,82        | 18 389      | 24,65       |  |
| Votants        | Votants                 | Votants        | 52 350       | 70,18        | 56 209      | 75,35       |  |
| Blancs et nuls | Blancs et nuls          | Blancs et nuls | 1 967        | 3,76         | 1 634       | 2,91        |  |
| Exprimés       | Exprimés                | Exprimés       | 50 383       | 96,24        | 54 575      | 97,09       |  |

Le suppléant de Henri Cuq était Pierre Amouroux, maire d'Épône, conseiller général du canton de Guerville, ancien instituteur.

### Élections de 2002
| Candidat       | Candidat                | Parti             | Premier tour | Premier tour | Second tour | Second tour |  |
| Candidat       | Candidat                | Parti             | Voix         | %            | Voix        | %           |  |
| -------------- | ----------------------- | ----------------- | ------------ | ------------ | ----------- | ----------- |  |
|                | Henri Cuq sortant réélu | UMP               | 24 021       | 47,74        | 28 299      | 63,52       |  |
|                | Albert Bischerour       | Les Verts (PS)    | 11 979       | 23,81        | 16 251      | 36,48       |  |
|                | Jean-Louis d'André      | FN                | 7 904        | 15,71        |             |             |  |
|                | Armelle Hervé           | PCF               | 1 570        | 3,12         |             |             |  |
|                | Maryse Lopez            | Cap21             | 737          | 1,46         |             |             |  |
|                | Séverine Souville       | MNR               | 714          | 1,42         |             |             |  |
|                | Alain Luguet            | LO                | 676          | 1,34         |             |             |  |
|                | Guy Fourdachon          | CPNT              | 487          | 0,97         |             |             |  |
|                | Odile Jalenques         | MPF               | 365          | 0,73         |             |             |  |
|                | Raymonde Bertin         | MHAN              | 354          | 0,7          |             |             |  |
|                | Jean Bolen              | Divers            | 348          | 0,69         |             |             |  |
|                | Jean Delarue            | PT                | 325          | 0,65         |             |             |  |
|                | Alain Brochot-Denys     | Pôle républicain  | 307          | 0,61         |             |             |  |
|                | Bernadette Laroche      | Divers écologiste | 231          | 0,46         |             |             |  |
|                | Remy Mojika             | MÉI               | 173          | 0,34         |             |             |  |
|                | Christian Foucher       | Divers            | 130          | 0,26         |             |             |  |
|                |                         |                   |              |              |             |             |  |
| Inscrits       | Inscrits                | Inscrits          | 78 472       | 100,00       | 78 461      | 100,00      |  |
| Abstentions    | Abstentions             | Abstentions       | 27 254       | 34,73        | 32 267      | 41,12       |  |
| Votants        | Votants                 | Votants           | 51 218       | 65,27        | 46 194      | 58,88       |  |
| Blancs et nuls | Blancs et nuls          | Blancs et nuls    | 897          | 1,75         | 1 644       | 3,56        |  |
| Exprimés       | Exprimés                | Exprimés          | 50 321       | 98,25        | 44 550      | 96,44       |  |

Le suppléant de Henri Cuq était Pierre Amouroux. Pierre Amouroux remplaça Henri Cuq, nommé membre du gouvernement, du 1er mai 2004 au 19 juin 2007.

### Élections de 2007
|                | Henri Cuq sortant réélu | UMP            | 26 664 | 52,86  |  |  |  |
|                | Dominique Francesconi   | PS             | 9 264  | 18,37  |  |  |  |
|                | Monique Le Saux         | UDF–MoDem      | 3 828  | 7,59   |  |  |  |
|                | Jean-Louis d'André      | FN             | 3 084  | 6,11   |  |  |  |
|                | Mohammed Sik            | Les Verts      | 1 875  | 3,72   |  |  |  |
|                | Joseph Tréhel           | PCF            | 1 380  | 2,74   |  |  |  |
|                | Martine Petitpain       | LCR            | 1 346  | 2,67   |  |  |  |
|                | Gérard de Vaureix       | MPF            | 733    | 1,45   |  |  |  |
|                | Alain Luguet            | LO             | 720    | 1,43   |  |  |  |
|                | Jean-Jacques Brissiaud  | Divers droite  | 717    | 1,42   |  |  |  |
|                | Hélène Dyèvre           | Divers         | 423    | 0,84   |  |  |  |
|                | Henriette Rauber        | MNR            | 408    | 0,81   |  |  |  |
|                | David Leguide           | Divers         | 0      | 0      |  |  |  |
|                |                         |                |        |        |  |  |  |
| Inscrits       | Inscrits                | Inscrits       | 86 557 | 100,00 |  |  |  |
| Abstentions    | Abstentions             | Abstentions    | 35 285 | 40,77  |  |  |  |
| Votants        | Votants                 | Votants        | 51 272 | 59,23  |  |  |  |
| Blancs et nuls | Blancs et nuls          | Blancs et nuls | 830    | 1,62   |  |  |  |
| Exprimés       | Exprimés                | Exprimés       | 50 442 | 98,38  |  |  |  |

### Élections de 2012
- Députée sortante : Sophie Primas (UMP)

|                | Jean-Marie Tétart élu | UMP                  | 17 502 | 36,06  | 26 582 | 56,83  |  |  |  |  |  |
|                | Mounir Satouri        | EÉLV (PS)            | 16 146 | 33,26  | 20 192 | 43,17  |  |  |  |  |  |
|                | Pierre Chassin        | FN                   | 9 134  | 18,82  |        |        |  |  |  |  |  |
|                | Navid Hussain-Zaidi   | FG (GU)              | 2 332  | 4,80   |        |        |  |  |  |  |  |
|                | François Martin       | Divers droite (PCD)  | 781    | 1,61   |        |        |  |  |  |  |  |
|                | Robert Gronoff        | Divers droite (DLR)  | 710    | 1,46   |        |        |  |  |  |  |  |
|                | Christiane Gadé       | Extrême droite (MNR) | 701    | 1,44   |        |        |  |  |  |  |  |
|                | Philippe Gommard      | Extrême gauche (LO)  | 500    | 1,03   |        |        |  |  |  |  |  |
|                | Christophe Horen      | Divers droite (MPF)  | 425    | 0,88   |        |        |  |  |  |  |  |
|                | Sylvie Lauffenburger  | Extrême gauche (NPA) | 311    | 0,64   |        |        |  |  |  |  |  |
|                |                       |                      |        |        |        |        |  |  |  |  |  |
| Inscrits       | Inscrits              | Inscrits             | 89 317 | 100,00 | 89 312 | 100,00 |  |  |  |  |  |
| Abstentions    | Abstentions           | Abstentions          | 39 834 | 44,60  | 40 946 | 45,85  |  |  |  |  |  |
| Votants        | Votants               | Votants              | 49 483 | 55,40  | 48 366 | 54,15  |  |  |  |  |  |
| Blancs et nuls | Blancs et nuls        | Blancs et nuls       | 941    | 1,90   | 1 592  | 3,29   |  |  |  |  |  |
| Exprimés       | Exprimés              | Exprimés             | 48 542 | 98,10  | 46 774 | 96,71  |  |  |  |  |  |

### Élections de 2017
|                                                                           |                                                                                            |                           |                           |                          |                          |
|                                                                           |                                                                                            | Premier tour 11 juin 2017 | Premier tour 11 juin 2017 | Second tour 18 juin 2017 | Second tour 18 juin 2017 |
|                                                                           |                                                                                            |                           |                           |                          |                          |
|                                                                           |                                                                                            | Nombre                    | % des inscrits            | Nombre                   | % des inscrits           |
| Inscrits                                                                  | Inscrits                                                                                   | 90 982                    | 100,00                    | 90 984                   | 100,00                   |
| Abstentions                                                               | Abstentions                                                                                | 47 636                    | 52,36                     | 54 529                   | 59,93                    |
| Votants                                                                   | Votants                                                                                    | 43 346                    | 47,64                     | 36 455                   | 40,07                    |
|                                                                           |                                                                                            |                           | % des votants             |                          | % des votants            |
| Bulletins blancs                                                          | Bulletins blancs                                                                           | 671                       | 1,55                      | 2 669                    | 7,32                     |
| Bulletins nuls                                                            | Bulletins nuls                                                                             | 172                       | 0,40                      | 892                      | 2,45                     |
| Suffrages exprimés                                                        | Suffrages exprimés                                                                         | 42 503                    | 98,06                     | 32 894                   | 90,23                    |
|                                                                           |                                                                                            |                           |                           |                          |                          |
| Candidat Étiquette politique (partis et alliances)                        | Candidat Étiquette politique (partis et alliances)                                         | Voix                      | % des exprimés            | Voix                     | % des exprimés           |
|                                                                           |                                                                                            |                           |                           |                          |                          |
|                                                                           | Bruno Millienne Mouvement démocrate (La République en marche)                              | 16 048                    | 37,76                     | 17 926                   | 54,50                    |
|                                                                           | Jean-Marie Tétart (député sortant) Les Républicains (Union des démocrates et indépendants) | 8 634                     | 20,31                     | 14 968                   | 45,50                    |
|                                                                           | Emmanuel Norbert-Couade Front national                                                     | 6 501                     | 15,30                     |                          |                          |
|                                                                           | Guillaume Quintin La France insoumise                                                      | 4 794                     | 11,28                     |                          |                          |
|                                                                           | Ali Mohammad Parti socialiste                                                              | 1 616                     | 3,80                      |                          |                          |
|                                                                           | Salah Anouar Europe Écologie Les Verts                                                     | 1 181                     | 2,78                      |                          |                          |
|                                                                           | Marie-France Lavenne-Reynaert Debout la France                                             | 948                       | 2,23                      |                          |                          |
|                                                                           | Thibaud de Fleury Parti communiste français                                                | 549                       | 1,29                      |                          |                          |
|                                                                           | Ferid Hamdi Divers droite (Parti du vote blanc)                                            | 509                       | 1,20                      |                          |                          |
|                                                                           | François Martin Divers droite (Parti chrétien-démocrate)                                   | 391                       | 0,92                      |                          |                          |
|                                                                           | Isabelle Bègue Divers (Union populaire républicaine)                                       | 356                       | 0,84                      |                          |                          |
|                                                                           | Philippe Gommard Lutte ouvrière                                                            | 348                       | 0,82                      |                          |                          |
|                                                                           | Christiane Gadé Extrême droite (Souveraineté, identité et libertés)                        | 319                       | 0,75                      |                          |                          |
|                                                                           | Victoria Chakarian Extrême gauche (Parti ouvrier indépendant démocratique)                 | 132                       | 0,31                      |                          |                          |
|                                                                           | Renaud Lataillade Divers droite                                                            | 121                       | 0,28                      |                          |                          |
|                                                                           | Nadir Yanisse Mallem Écologiste                                                            | 56                        | 0,13                      |                          |                          |
| Source : Ministère de l'Intérieur - Neuvième circonscription des Yvelines |                                                                                            |                           |                           |                          |                          |

### Élections de 2022
|                                                    |                                                               |                           |                           |                          |                          |
|                                                    |                                                               | Premier tour 12 juin 2022 | Premier tour 12 juin 2022 | Second tour 19 juin 2022 | Second tour 19 juin 2022 |
|                                                    |                                                               |                           |                           |                          |                          |
|                                                    |                                                               | Nombre                    | % des inscrits            | Nombre                   | % des inscrits           |
| Inscrits                                           | Inscrits                                                      | 92 968                    | 100                       | 92 997                   | 100                      |
| Abstentions                                        | Abstentions                                                   | 49 221                    | 52,94                     | 51 979                   | 55,89                    |
| Votants                                            | Votants                                                       | 43 747                    | 47,06                     | 41 018                   | 44,11                    |
|                                                    |                                                               |                           | % des votants             |                          | % des votants            |
| Bulletins blancs                                   | Bulletins blancs                                              | 726                       | 1,66                      | 3187                     | 7,77                     |
| Bulletins nuls                                     | Bulletins nuls                                                | 208                       | 0,48                      | 748                      | 1,82                     |
| Suffrages exprimés                                 | Suffrages exprimés                                            | 42 813                    | 97,86                     | 37 083                   | 90,41                    |
|                                                    |                                                               |                           |                           |                          |                          |
| Candidat Étiquette politique (partis et alliances) | Candidat Étiquette politique (partis et alliances)            | Voix                      | % des exprimés            | Voix                     | % des exprimés           |
|                                                    |                                                               |                           |                           |                          |                          |
|                                                    | Bruno Millienne* Ensemble                                     | 11 275                    | 26,34                     | 21 452                   | 57,85                    |
|                                                    | Laurent Morin Rassemblement national                          | 9 613                     | 22,45                     | 15 631                   | 42,15                    |
|                                                    | Victor Pailhac Nouvelle Union populaire écologique et sociale | 9 525                     | 22,25                     |                          |                          |
|                                                    | Pauline Winocour-Lefèvre Les Républicains                     | 4 376                     | 10,22                     |                          |                          |
|                                                    | Christophe Le Hot Reconquête                                  | 2 331                     | 5,44                      |                          |                          |
|                                                    | Magà Ettori Écologistes                                       | 1 400                     | 3,27                      |                          |                          |
|                                                    | Babette de Rozières Les Républicains diss.                    | 1 246                     | 2,91                      |                          |                          |
|                                                    | Fatma Lamir Sans étiquette                                    | 1 206                     | 2,82                      |                          |                          |
|                                                    | Aïda Czap Parti animaliste                                    | 770                       | 1,80                      |                          |                          |
|                                                    | Philippe Gommard Lutte ouvrière                               | 407                       | 0,95                      |                          |                          |
|                                                    | Rachid Zerouali Divers droite                                 | 346                       | 0,81                      |                          |                          |
|                                                    | Dominique Martin Parti ouvrier indépendant démocratique       | 207                       | 0,48                      |                          |                          |
|                                                    | Aïcha Ihia Union des démocrates musulmans français            | 101                       | 0,24                      |                          |                          |
|                                                    | Marion Sabine Levrard Sans étiquette                          | 10                        | 0,02                      |                          |                          |
| * Député sortant                                   |                                                               |                           |                           |                          |                          |

### Élections de 2024
| Candidat                 | Candidat                    | Parti et coalition       | Nuance                   | Premier tour | Premier tour | Second tour | Second tour |
| Candidat                 | Candidat                    | Parti et coalition       | Nuance                   | Voix         | %            | Voix        | %           |
| ------------------------ | --------------------------- | ------------------------ | ------------------------ | ------------ | ------------ | ----------- | ----------- |
|                          | Laurent Morin               | RN                       | RN                       | 21 551       | 34,49        | 26 477      | 46,03       |
|                          | Dieynaba Diop élue          | PS (NFP)                 | UG                       | 18 520       | 29,64        | 31 042      | 53,97       |
|                          | Bruno Millienne sortant     | MoDem (ENS)              | ENS                      | 13 340       | 21,35        | Retrait     | Retrait     |
|                          | Hervé Riou                  | NÉ (UDC)                 | DVD                      | 5 563        | 8,90         |             |             |
|                          | Rachid Zerouali             | ÉAC                      | ECO                      | 1 780        | 2,85         |             |             |
|                          | Christophe Le Hot           | REC                      | REC                      | 802          | 1,28         |             |             |
|                          | Philippe Gommard            | LO                       | EXG                      | 601          | 0,96         |             |             |
|                          | Sendil-Sebastien Djearamane | VE!                      | DIV                      | 336          | 0,54         |             |             |
|                          |                             |                          |                          |              |              |             |             |
| Suffrages exprimés       | Suffrages exprimés          | Suffrages exprimés       | Suffrages exprimés       | 62 493       | 97,78        | 57 519      | 90,71       |
| Votes blancs             | Votes blancs                | Votes blancs             | Votes blancs             | 1 037        | 1,62         | 4 863       | 7,67        |
| Votes nuls               | Votes nuls                  | Votes nuls               | Votes nuls               | 381          | 0,60         | 1 025       | 1,62        |
| Total                    | Total                       | Total                    | Total                    | 63 911       | 100          | 63 407      | 100         |
| Abstention               | Abstention                  | Abstention               | Abstention               | 30 212       | 32,10        | 30 740      | 32,65       |
| Inscrits / participation | Inscrits / participation    | Inscrits / participation | Inscrits / participation | 94 123       | 67,90        | 94 147      | 67,35       |